# Sphaerosyllis brevidentata
Sphaerosyllis brevidentata är en ringmaskart som beskrevs av Thomas H. Perkins 1981. Sphaerosyllis brevidentata ingår i släktet Sphaerosyllis och familjen Syllidae. Inga underarter finns listade i Catalogue of Life.